# Akjoujt
Akjoujt (en arabe : أكجوجت, Fort Repoux à l'époque coloniale) est une ville minière et une commune du centre-ouest de la Mauritanie. Capitale de la région (wilaya) de l'Inchiri, la localité se trouve à proximité de la limite avec la région de l'Adrar.

## Histoire
Découvert et mis en exploitation dans les années 40-50, le gisement de cuivre d'Akjoujt est cependant connu depuis longtemps et des recherches archéologiques ont démontré son exploitation dès le VIIIe siècle av. J.C. et le début de la métallurgie du cuivre en Afrique de l'Ouest. Ainsi les sites de la grotte aux chauves-souris, Lemdena ou Medinet Sbat par exemple ont montré les restes et produits de leur activité métallurgique.
En 1936, elle est rebaptisée Fort Repoux, en hommage au capitaine Henri Repoux (1876-1908), tué en Mauritanie. La petite ville a d'abord été le chef-lieu du cercle d'Akjoujt.

## Population
Vers 1960, Akjoujt comptait 2 150 habitants, dont 150 Européens. Lors du recensement de 2000, elle en comptait 7 904.

## Économie et transports
L'exploitation des mines de cuivre cessa en 1978, avant de reprendre dans les années 2010. Les sociétés ayant exploité la mine sont la MICUMA, la SOMIMA et la SNIM.
Akjoujt possède un aéroport (code AITA : AJJ).

## Personnalités
Le général Mohamed Ould Abdel Aziz, ancien président de la République, est né à Akjoujt, le notable et grand politicien le ministre Mohamed Yahya Ould Horma qui fut le négociateur en chef des accords de Dakar et vice président du parti au pouvoir l’UPR. De même que l'ancien Ministre de la Santé du premier Gouvernement du Président Sidi Ould Cheikh Abdallahi constitué le 28 avril 2007, Mohamed Ould Nany Ministre de l’Economie et des Finances au temps du Président Maaouiya Ould Taya. Dr Mohamed-Lemine Ould Raghani, le diplomate Hamoud Ould Abdel Wedoud, l'ingénieur des mines Mohamed Saleck Ould Heyine et le réalisateur et acteur Med Hondo.
Mohamed ould Ahmed Aida Émir de l'Adrar